# Бубны (Полтавская область)
Бубны (укр. Бубни) — село,
Луговиковский сельский совет,
Чернухинский район,
Полтавская область,
Украина.
Код КОАТУУ — 5325182303. Население по переписи 2001 года составляло 318 человек.

## Географическое положение
Село Бубны находится на берегу реки Многа,
выше по течению примыкает село Яцины,
ниже по течению на расстоянии в 2 км расположено село Луговики.